# River Sallee Ground
River Sallee Ground – to wielofunkcyjny stadion w River Sallee na Grenadzie. Jest obecnie używany głównie dla meczów piłki nożnej, a także do gry w krykieta. Swoje mecze rozgrywa na nim drużyna piłkarska River Sallee FC. Stadion mieści 1000 osób.